# Elezioni presidenziali straordinarie in Messico del 1929
Le elezioni presidenziali in Messico del 1929 si svolsero in via straordinaria il 17 novembre. 
Il Partito Nazionale Rivoluzionario, fondato nel 1928 dal leader più potente del Messico, Plutarco Elías Calles, fece il suo debutto in queste elezioni. Le elezioni del 1929 segnarono l'inizio di 71 anni di governo ininterrotto da parte di quel partito, che in seguito fu ribattezzato Partito della Rivoluzione Messicana nel 1938 e infine, Partito Rivoluzionario Istituzionale (PRI) nel 1946. Nessun partito di opposizione avrebbe vinto le elezioni presidenziali fino alle elezioni del 2000. 
Secondo i risultati ufficiali, le elezioni presidenziali del 1929 furono vinte da Pascual Ortiz Rubio, che ricevette il 93,6% dei voti. Il candidato dell'opposizione José Vasconcelos rifiutò di riconoscere i risultati ufficiali, sostenendo che si era verificata una massiccia frode elettorale e proclamò il suo "Piano di Guaymas", esortando il popolo messicano a ribellarsi contro la presunta frode. Successivamente fu incarcerato e dopo essere stato rilasciato si trasferì negli Stati Uniti. 
Molti analisti moderni, come Enrique Krauze, sono giunti alla conclusione che le elezioni del 1929 furono effettivamente truccate e Ortiz Rubio probabilmente perse le elezioni. Nei decenni successivi, il Partito Nazionale Rivoluzionario, in seguito ribattezzato Partito Rivoluzionario Istituzionale, continuò a ricorrere alla frode elettorale per perpetuarsi al potere.

## Risultati
| Candidati              | Partiti                             | Voti      | %     |
| ---------------------- | ----------------------------------- | --------- | ----- |
| Pascual Ortiz Rubio    | Partito Nazionale Rivoluzionario    | 1 947 848 | 93,55 |
| José Vasconcelos       | Partito Nazionale Antirielezionista | 110 979   | 5,33  |
| Pedro Rodríguez Triana | Partito Comunista Messicano         | 23 279    | 1,12  |
| Totale                 | Totale                              | 2 082 106 | 100   |